# Taraiasi Rasaubale
Taraiasi Rasaubale (ur. 21 grudnia 1986) − fidżyjski bokser kategorii superciężkiej.

## Kariera amatorska
W 2006 był uczestnikiem igrzysk Wspólnoty Narodów, startując w kategorii lekkiej. Udział zakończył na swojej pierwszej walce, przegrywając z Davidem Price'm.